# Lee Jung-Su
Lee Jung-Su o Lee Jeong-Su (en hangul: 이정수; en hanja: 李政洙; transliteració: I Jeong-su) (Seül, Corea del Sud 1989) és un patinador de velocitat en pista curta sud-coreà que destacà en els Jocs Olímpics d'Hivern de 2010.

## Biografia
Va néixer el 30 de novembre de 1989 a la ciutat de Seül, capital de Corea del Sud.

## Carrera esportiva
Va participar en els Jocs Olímpics d'Hivern de 2010 realitzats a Vancouver (Canadà), on va aconseguir guanyar tres medalles olímpiques: la medalla d'or en les proves de 1.000 m. i 1.500 m., així com la medalla de plata en la prova de 5.000 metres relleus.
Al llarg de la seva carrera es proclamà campió junior l'any 2006 en la prova combinada, i fou segon els anys 2007 i 2008. En el Campionat del Món de patinatge de velocitat sobre pista curta ha guanyat tres medalles d'or, dues vegades en la prova per equips i una vegada en la prova de 5.0000 metres relleus.